# Ponceau S
Ponceau S ist ein roter Bisazofarbstoff aus der anwendungstechnischen Gruppe der Säurefarbstoffe, der oft genutzt wird, um Proteine auf einer Nitrocellulose- oder PVDF-Membran reversibel anzufärben.

## Darstellung
Ponceau S ist durch Diazotierung von Acid Yellow 9 und Kupplung auf R-Säure (3-Hydroxynaphthalin-2,7-disulfonsäure) zugänglich.

## Verwendung
Ponceau S ist zur Färbung von Textilien, Papier und Leder geeignet.
Beim Western Blot dient der Farbstoff zur Überprüfung, ob Protein auf die Membran übertragen wurde. Ponceau S bindet reversibel an die positiv geladenen Aminogruppen der Proteine. Eine Ponceau-S-Färbung ist sehr leicht mit Wasser auszuwaschen, um die Membran z. B. für die Immundetektion mit Antikörpern weiterzuverwenden.
Ein weit verbreitetes Rezept für die Färbung ist 0,1 % Ponceau S in 5 % Essigsäure oder 2 % Ponceau S in 30 % Trichloressigsäure und 30 % 5-Sulfosalicylsäure (2-Hydroxy-5-sulfobenzoesäure).